# Fiódor Yevtishchev
Fiódor Adriánovich Yevtishchev (en ruso: Фёдор Адрианович Евтищев; San Petersburgo, Rusia; 14 de enero de 1868-Salónica, Grecia; 1 de febrero de 1904), más conocido como Jo-Jo, el niño con cara de perro o, más tarde, Jo-Jo, el hombre con cara de perro, era un famoso fenómeno del freak show de origen ruso que fue llevado a los Estados Unidos de América por P. T. Barnum.

## Biografía
Sufría la rara anomalía denominada hipertricosis, que produce un exceso de vello por todo el cuerpo. Realizó una gira entre 1872 y 1874 con su padre, Adrian, quien padecía la misma condición y se había exhibido en circos franceses. Adrian era presentado como un «salvaje de los bosques de Kostroma» y el niño como su hijo ilegítimo nacido de una campesina rusa. Adrian era inculto y alcohólico, probablemente debido a su origen campesino y su crianza en el campo ruso, donde debió ser maltratado, y la gente prefería a su hijo, amable, inteligente y encantador. En París fueron examinados por doctores y Adrian, enfermo, falleció.

En 1884 Fiódor reapareció en una gira por Alemania, después de unos años exhibiéndose en San Petersburgo en el museo de cera de Theodore Lent, el viudo de Julia Pastrana. En Londres lo vio un agente de P. T. Barnum y firmó un contrato con el célebre empresario, que lo llevó a los Estados Unidos, donde desembarcó en Nueva York el 12 de octubre de 1884, junto a sus promotores, el matrimonio Forster, simulando ser los encargados de su vigilancia en nombre de su supuesto tutor, el zar Nicolás II, para aumentar el interés. Barnum le dio el apodo y lo presentaba como un «salvaje civilizado». Fedor hablaba ruso, alemán e inglés y era un ávido lector, realizó numerosas giras por Estados Unidos, Australia y Europa. Lucía uniformes militares o traje de trampero y durante alguna exhibición lo obligaban a ladrar y roer huesos, lo que le desagradaba.
Murió de una neumonía en 1904, a los 36 años, durante una gira por el Imperio otomano. Su fama era tal que el periódico francés Liberation publicó su foto en el lecho de muerte, como correspondía a una gran personalidad.